# Swetlana (Schiff)
Die Swetlana (russisch Светлана) war ein in Frankreich gebauter Geschützter Kreuzer der Kaiserlich Russischen Marine. Sie diente in Friedenszeit als Yacht des Oberbefehlshabers der Marine, des Großfürsten Alexei.
1904 marschierte sie im Russisch-Japanischen Krieg mit dem 2. Pazifischen Geschwader von der Ostsee nach Fernost. Sie wurde am zweiten Tag der Seeschlacht von Tsushima durch japanische Kreuzer versenkt. 169 Mann der Besatzung verloren im Gefecht und beim Untergang der Swetlana ihr Leben.

## Baugeschichte
Der Kreuzer Swetlana entstand auf Wunsch des Großfürsten Alexei, eine eigene Yacht zu besitzen. Der Bruder des Zaren Alexander III. war nach dessen Regierungsantritt Chef der Russischen Marine und Generaladmiral geworden und blieb auch in der Regierungszeit seines Neffen Nikolaus II. bis 1905 in diesem Amt. Neben Segelyachten für die Prinzen des Hauses Romanow waren auch große kaiserlichen Yachten von der russischen Marine beschafft worden. Unter dem Vater des Großfürsten, Zar Alexander II., wurden vor allem hochseefähige Raddampfer genutzt, wie die Derschawa von 3114 t und 94,8 m Länge in der Ostsee von 1871 bis 1898, die dann bis 1905 als Schulschiff Dwina genutzt wurde. Ähnlich, nur kleiner war die erste, im Schwarzen Meer eingesetzte Liwadija von 1965 t und 81,2 m Länge. Diese wurde während des Russisch-Türkischen Krieges als Hilfskreuzer eingesetzt und ging nach dem Krieg verloren.
Der Ersatzbau Liwadija II war ein besonders ungewöhnliches Schiff von 4500 t mit einem Rumpf in der Form eines Plattfisches mit daraufgesetzten Schiffsaufbauten von extremer Breite, der großzügige Räume zuließ. Allerdings wurde dieses ungewöhnliche Schiff kaum genutzt, und seine Teile wurden nach und nach für die Ausstattung anderer Schiffe verwendet.
Alexander III. und sein Bruder Alexei gaben zwei besonders große Yachten in Auftrag. Erst auf der Baltischen Werft in St. Petersburg die Poljarnaja Swesda (Polarstern) von 3950 t, 106,5 m Länge, 13,8 m Breite, 5,2 m Tiefgang und 17 kn mit vier 47-mm-Hotchkisskanonen, 349 Mann Besatzung und 50 Dienern, die eine Art schwimmender Palast war. Die ursprünglich vorgesehenen sechs 10-cm-Kanonen wurden durch vier Salutgeschütze ersetzt. Sie war jeden Sommer auf der Ostsee im Einsatz und diente als Treffpunkt für wichtige politische Gespräche. Hinzu kam die erst unter Nikolaus II. fertiggestellte Standart von der Werft Burmeister & Wain in Kopenhagen von 5560 t, 112,8 m Länge, 15,8 m Breite, 6,0 m Tiefgang, 21,18 kn, 355 Mann Besatzung und acht 47-mm-Hotchkisskanonen. Auf dieser Yacht verbrachte Nikolaus II. in der Regel mit seiner Familie die Sommerferien.

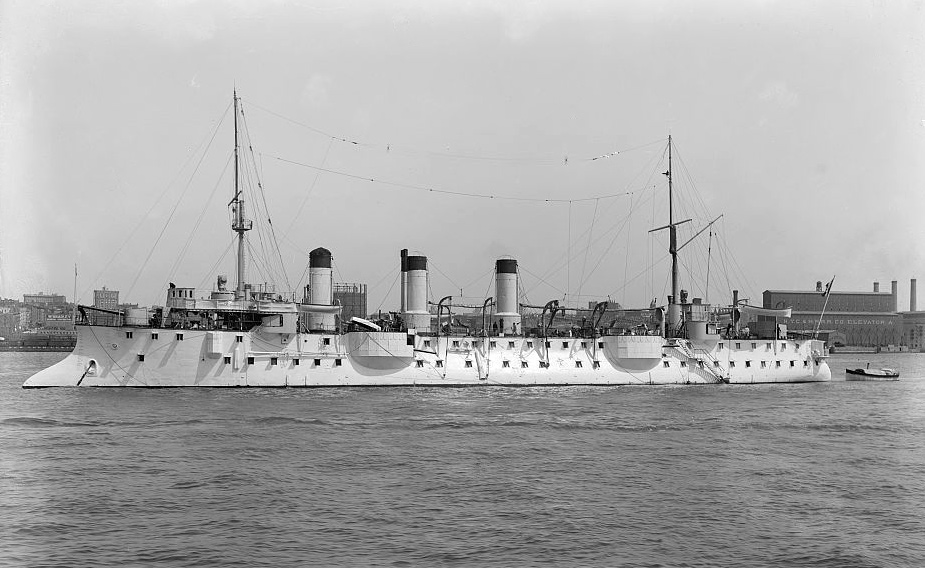
Kreuzer der Friant-Klasse

Da die beiden vorgenannten großen Staatsyachten gerade fertiggestellt beziehungsweise im Bau waren, ließ sich eigentlich keine weitere Yacht für das Kaiserhaus haushaltsmäßig durchsetzen. Der Bau wurde daher als Kreuzer international ausgeschrieben. Den Zuschlag erhielt das Zweigwerk der Forges et Chantiers de la Méditerranée (FCM) in Graville bei Le Havre, Frankreich, mit dem Entwurf eines Dreischornsteinkreuzers mit ausgeprägtem Rammsteven ähnlich den Kreuzern 2. Klasse der französischen Friant-Klasse und deren Folgebauten. Mit sechs 152 mm-Kanonen erhielt das Schiff eine relativ starke Kreuzerbewaffnung, obwohl die französischen Halbschwestern stärker armiert waren. Das russische Schiff war für ein Kriegsschiff luxuriös ausgestattet, hatte repräsentative Holzdecks und für den Großfürsten in der Mitte des Schiffes Sonderräume, wie eine Halle und eine Lounge sowie eine Wohnung mit Wohn-, Arbeits- und Schlafzimmer sowie einem großen Bad. Auch für den Stab und die Betreuung des Generaladmirals waren zusätzliche Räume vorhanden.
1903 wurde dann in Russland auf der Baltischen Werft mit der Almas eine weitere große bewaffnete Yacht für Jewgeni Iwanowitsch Alexejew (1843–1917), den in Port Arthur und Wladiwostok residierenden Statthalter der russischen Fernost-Region (Mandschurei und Guandong) und illegitimen Halbbruder des Großfürsten Alexei, fertig.

## Einsatzgeschichte
Die erste Reise des neuen Kreuzers ging mit 388 Mann Besatzung von der Bauwerft nach Toulon ins Mittelmeer. Sie diente als Maschinentest, da auf der Reise unterschiedlich viele Kessel betrieben wurden, um Verbrauchs- und Leistungswerte zu ermitteln. Von Toulon ging die Swetlana nach Lissabon zu Feiern zum 400. Jahrestags der Entdeckung des Seeweges nach Indien durch Vasco da Gama vom 5. bis 10. Mai. Als Yacht eines bedeutenden Mitgliedes des russischen Herrscherhauses wurde sie eingehend vom portugiesischen Königspaar besichtigt. Dann lief sie weiter nach Le Havre, um beim Hersteller einige Mängel beseitigen zu lassen. Auch in Kiel wurde das Schiff von deutschen Offizieren besichtigt. Über Libau erreichte die Swetlana am 23. Juni 1898 erstmals ihren Heimathafen Kronstadt.

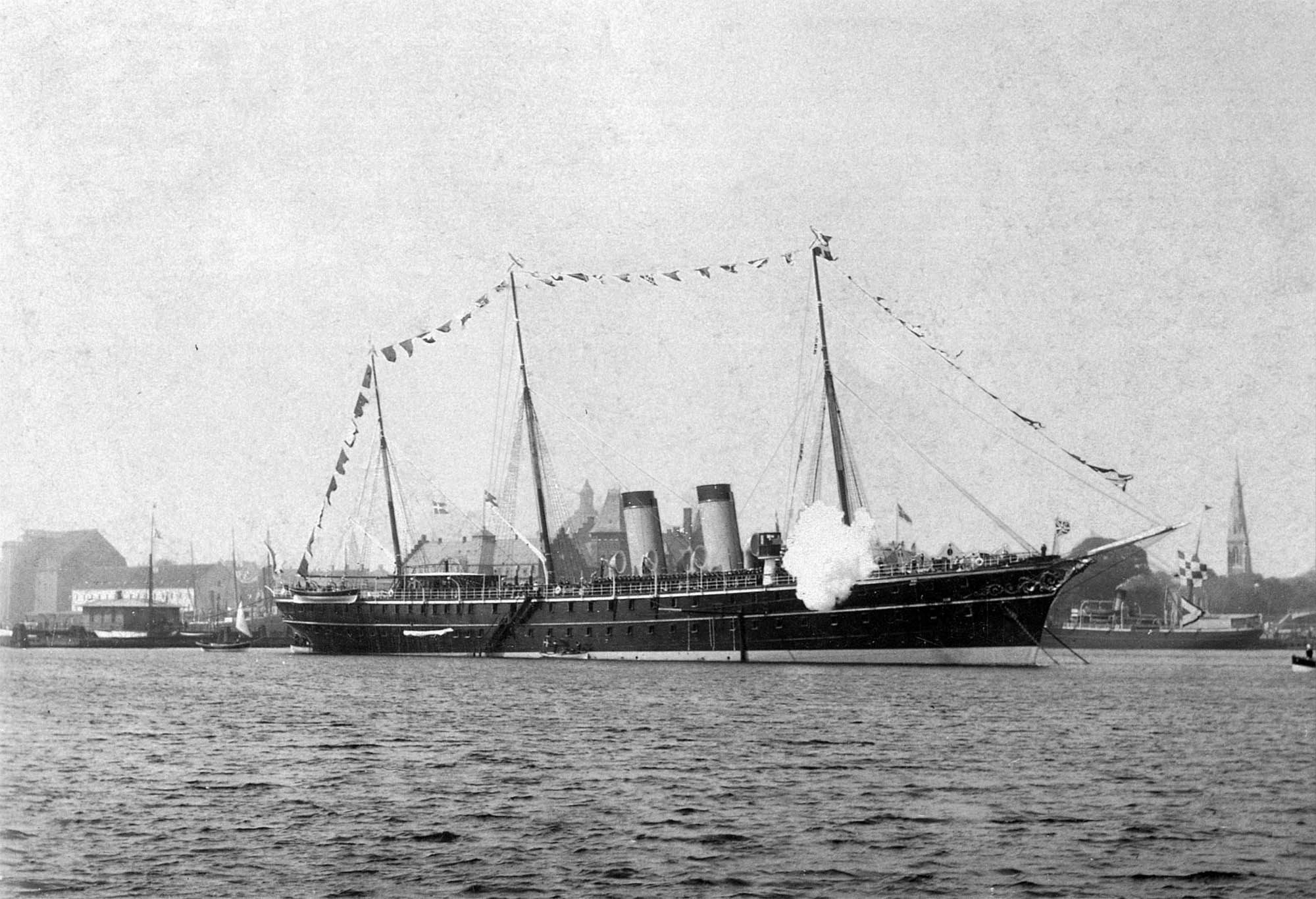
Die kaiserliche Yacht Polarstern vor Kopenhagen, die mehrfach von der Swetlana auf Ostseereisen begleitet wurde

Anfang Juli nutzte der Generaladmiral Großfürst Alexei erstmals seine Yacht zur Besichtigung der Ostseehäfen und der übenden Flottenverbände. Mit der kaiserlichen Yacht Polarstern besuchte die Yacht dann Kopenhagen mit dem Großfürsten Michail Alexandrowitsch, dem jüngeren Bruder des Zaren Nikolaus II. und ab 1899 Thronfolger. Am 22. Oktober 1898 stellte die Swetlana erstmals außer Dienst.
Mit dem Großfürsten Wladimir Alexandrowitsch und seinem Gefolge verließ die Swetlana am 22. Mai 1899 Kronstadt in Richtung Trondheim, wo die Russen ein Kohlenlager auch für die Rückreise einrichteten. Der Bruder des Marineoberbefehlshabers sollte den neuen eisfreien Marinehafen Jekaterinoport des 1896 an der Kolabucht gegründeten Alexandrowsk (heute Poljarny) einweihen. Die Fahrt ging dann weiter bis nach Archangelsk, von wo der Großfürst auf dem Landweg nach St. Petersburg zurückreiste. Die Swetlana wurde zur Bäreninsel nahe Spitzbergen entsandt, um dortige deutsche Aktivitäten aufzuklären.
Am 3. Juli ging die Swetlana somit von Archangelsk wieder in See und entdeckte auf der Insel zwei deutsche Expeditionen, die nach Bodenschätzen suchten und Möglichkeiten einer Fischereistation erkundeten. Der Kommandant machte deutlich, dass die Insel als russisches Gebiet angesehen werde, hisste eine russische Flagge an Land und stellte eine eiserne Tafel auf, die den Gebietsanspruch betonte. Die deutsche Regierung erklärte dem russischen Außenministerium, dass es nichts mit kommerziellen Expeditionen seiner Untertanen auf der Bäreninsel zu tun habe, was nur hinsichtlich der von Theodor Lerner geleiteten Expedition zutraf. Die zweite Expedition mit der alten Korvette Olga hatte das deutsche Reichsamt des Innern entsandt, um auf der Bäreninsel eine Basis für deutsche Fischdampfer anzulegen. Die hydrographische und ozeanographische Forschung unter der Leitung des Deutschen Seefischerei-Vereins (DSV) war lediglich ein Vorwand. Am 8. August 1899 kehrte die Swetlana wieder nach Kronstadt zurück und wurde im September für den Winter erneut der Reserve zugeteilt.
1900 besuchte der Kreuzer mit dem Großfürsten Alexei Reval sowie Ende Juni Warnemünde und mit Mitgliedern der kaiserlichen Familie Kiel und Kopenhagen. Am Ende des Sommers fuhr Großfürst Alexei auf ihr von Kronstadt nach Libau, um von dort mit dem Zug nach Paris zu reisen. Auch die Jahre 1901 bis 1903 waren mit ähnlichen Aufgaben erfüllt, wobei die Swetlana im August und September 1901, zusammen mit dem auf der Ausreise nach Ostasien befindlichen Kreuzer Warjag, die kaiserliche Yacht Standart und den Zaren bei Besuchen in Danzig, Kiel sowie Dünkirchen und Cherbourg begleitete und im August 1903 erneut Kopenhagen besuchte.

### Ostasieneinsatz
Nach Ausbruch des Russisch-Japanischen Krieges entschied der Generaladmiral, Großfürst Alexei, am 15. März 1904, dass auch seine Yacht Swetlana mit dem Zweiten Pazifischen Geschwader zur Verstärkung nach Ostasien gehen sollte. In Kronstadt erhielt sie im Mai neue Entfernungsmesser für die 152-mm- und vier neu installierte 75-mm-Geschütze. Es verblieben nur noch vier 47-mm-Geschütze an Bord. Auch wurde eine neue Telefunken-Funkanlage eingebaut.
Am 15. Oktober 1904 verließ sie mit dem Geschwader Libau und ging mit dem Verband Fölkersam, unter dem Kommando von Kapitän Sergej Schein, durch das Mittelmeer und den Sueskanal in den Indischen Ozean. An Bord der Swetlana waren 457 Mann; die großen Vorräte führten zu einer erheblich erhöhten Verdrängung und Reduzierung der Höchstgeschwindigkeit auf 18 Knoten.
Beim Marsch in die Seeschlacht bei Tsushima marschierte die Swetlana an der Spitze des Geschwaders und bildete zusammen mit der Yacht Almas und dem Hilfskreuzer Ural (dem ehemaligen NDL-Schnelldampfer Kaiserin Maria Theresia ex Spree) die Aufklärungsgruppe. Bei Eröffnung des Gefechtes fielen die drei Schiffe planmäßig auf die Hilfsschiffe zurück, um diese zu schützen. Gegen drei Uhr nachmittags erlitt die Swetlana einen schweren Treffer, der die elektrischen Anlagen außer Gefecht setzte. Auch waren durch den Treffer im Vorschiff schnell rund 350 Tonnen Wasser im Schiff. Durch den Ausfall der Elektrizität mussten die Waffen per Hand gerichtet und mit Munition versorgt werden.

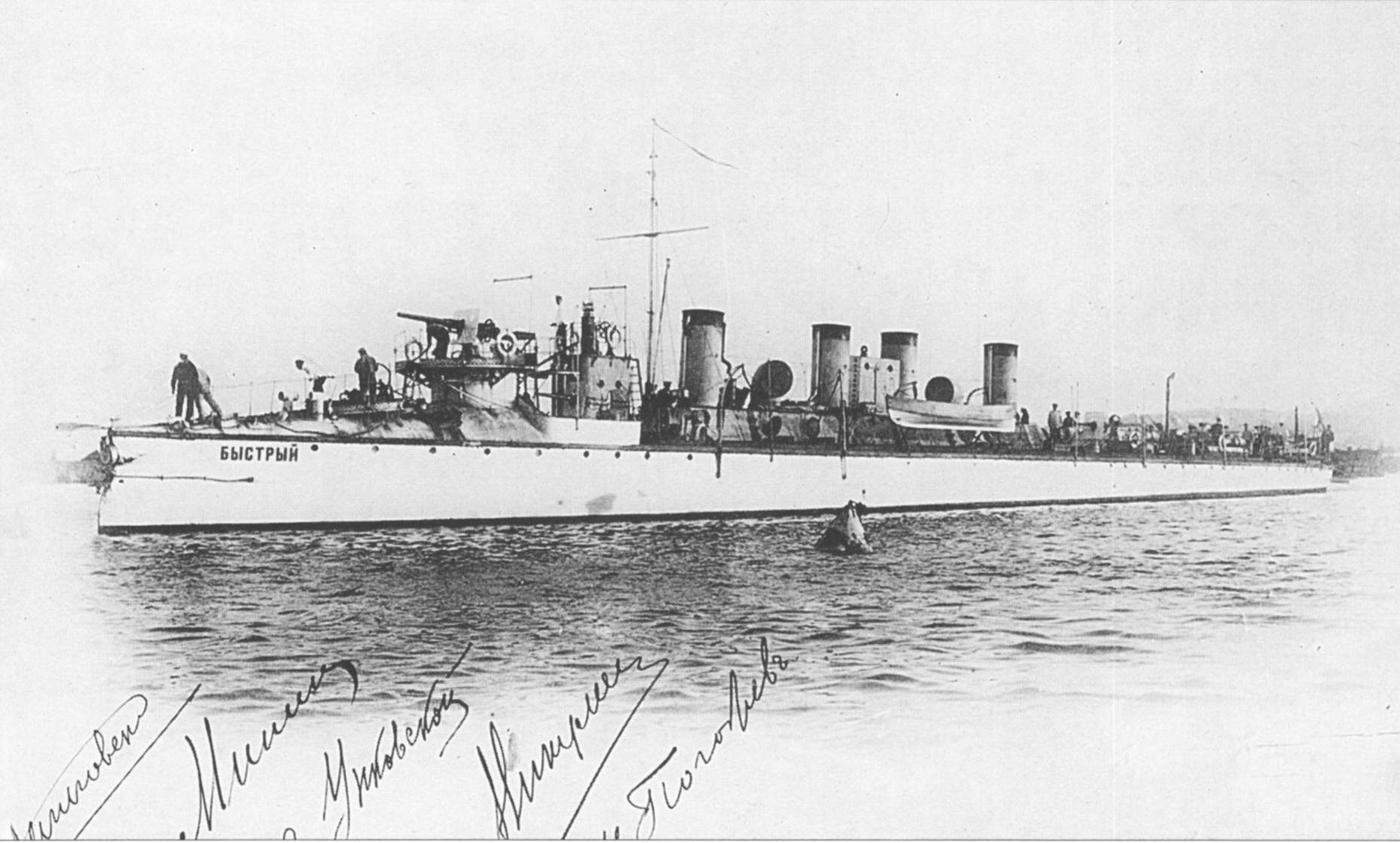
Der Zerstörer Bystryi

Als die Japaner am Abend das Feuer einstellten, versuchte die Swetlana, den Anschluss an die Kreuzergruppe unter Admiral Enkwist mit der Oleg und der Aurora zu halten, konnte aber schließlich deren häufigen Kurswechseln und hohen Geschwindigkeit nicht folgen. Während die Kreuzerdivision nach Süden ablief und schließlich in Manila interniert wurde, versuchte der Kommandant der Swetlana mit 14 bis 15 Knoten nach Norden durchzubrechen. Auf einer Offiziersversammlung wurde beschlossen, im Falle eines Gefechtes mit japanischen Schiffen den Kreuzer bis zum Verbrauch der Munition trotz der bereits erlittenen Schäden zu verteidigen.
Nach mehrfachen Ausweichmanövern stieß man bei Anbruch des Tages auf den ebenfalls Richtung Wladiwostok laufenden Zerstörer Bystryi auf einem Kurs relativ nah zur koreanischen Küste. Der Zerstörer verfügte nur noch über einen Kohlenbestand für etwa zwei Stunden Höchstfahrt. Eine Abgabe von Kohlen schied aber aus, als die Schiffe von japanischen Kreuzern entdeckt wurden. Die Bystryi lief auf die koreanische Küste und wurde von der Besatzung auf die Klippen gesetzt und gesprengt. Die 82 Mann an Bord, darunter 10 Mann der versenkten Osljabja, wurden an der Küste gefangen genommen.

### Das Ende derSwetlana

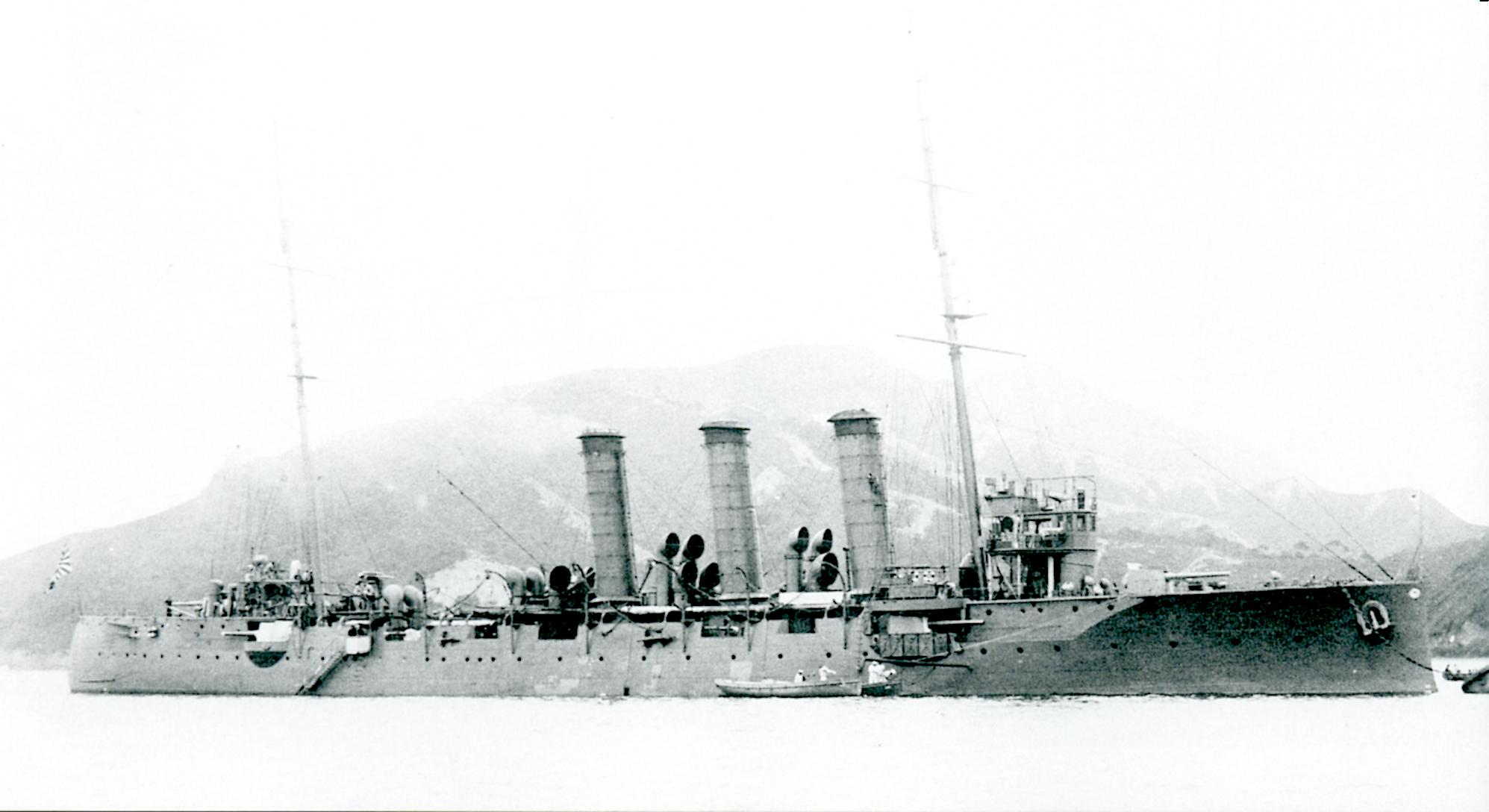
Die Niitaka 1918

Die beiden leichten und neuen Kreuzer Niitaka (1904, 3420 t, 101,9 m, 20 kn, 6–152 mm-Kanonen) und Otowa (1903, 3000 t, 97,9 m, 21 kn, 2–152 mm-, 6–120 mm-Geschütze) der 3. Division des Admirals Dewa, die nach den versprengten russischen Schiffen der Schlacht suchten, hatten die Swetlana und ihren Begleiter entdeckt. Einzeln waren sie nicht viel stärker als der russische Kreuzer, der vor ihnen nach Norden zu fliehen versuchte.

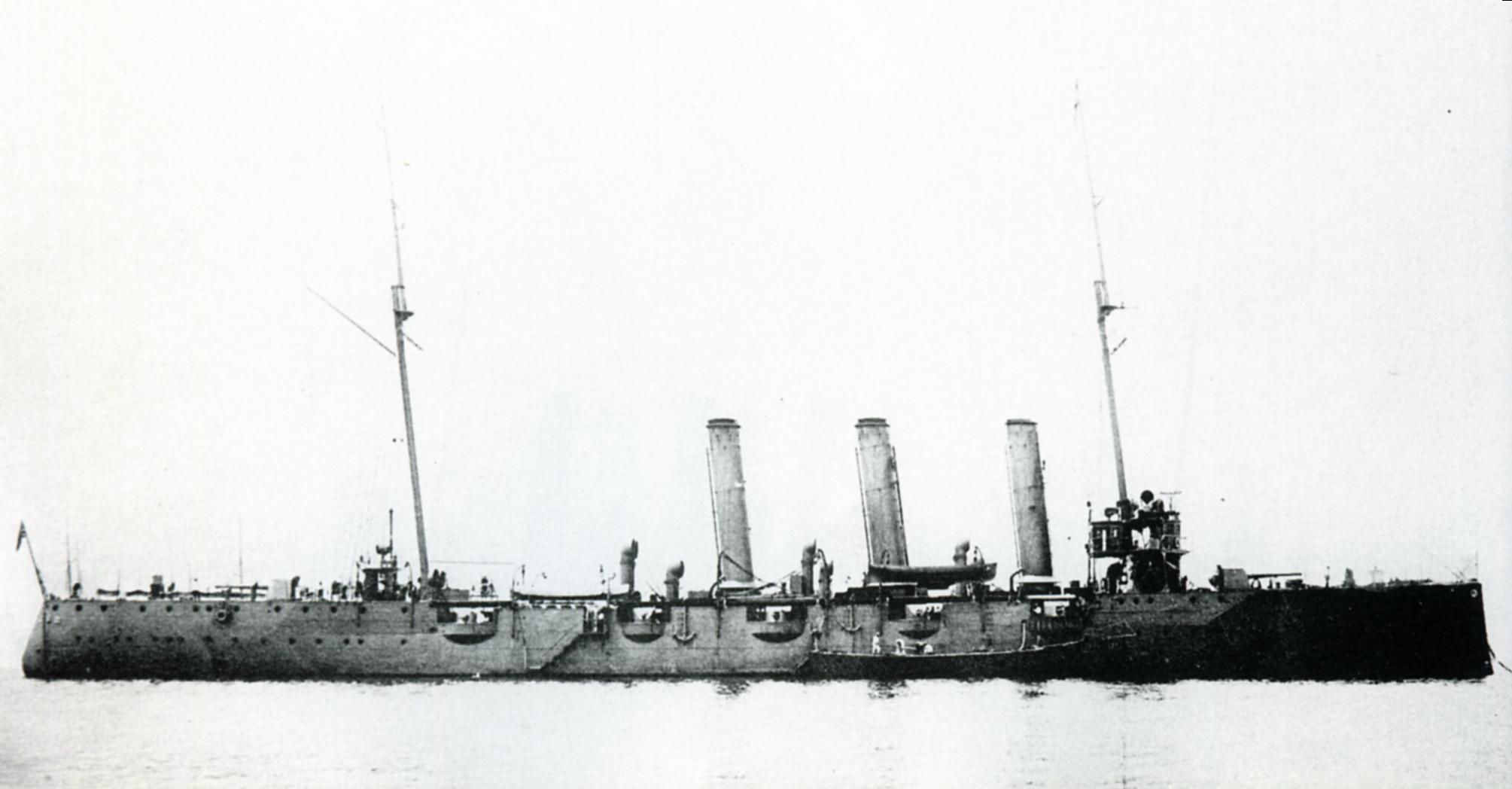
Die Otowa 1903

Um 9:30 Uhr begann das Gefecht, wobei für die japanischen Kreuzer anfangs die Schussdistanz zu groß war. Sie konnten jedoch mit 18 Knoten schnell aufschließen und erzielten dann auch Treffer auf der Swetlana. Um 10:35 fing diese Feuer und hatte kaum noch Munition. Die Niitaka und der hinzugestoßene Zerstörer Murakumo versuchten jetzt vergeblich, auch noch die Bystryi zu stellen, während die Otowa weiter die brennende Swetlana beschoss, die um 10:50 zu sinken begann, nachdem ihre Besatzung die Flutventile geöffnet hatte. Sie sank auf 37° 6′ N, 129° 50′ O südwestlich der Insel Ulleungdo (jap. Matsushima).
Die japanischen Kreuzer liefen ab, da weitere russische Kriegsschiffe gemeldet worden waren, die sich aber als norwegische Walfänger entpuppten, und wiesen das Hilfsschiff Amerika Maru an, die russische Besatzung zu retten. Die Amerika Maru traf zwei Stunden später an der Untergangsstelle ein und rettete noch 290 Seeleute, von denen 23 verwundet waren. 169 Seeleute der Swetlana starben in oder ertranken nach dem Gefecht. Auch von den nach Sasebo transportierten Gefangenen starben noch einige.